# Peter Ypma

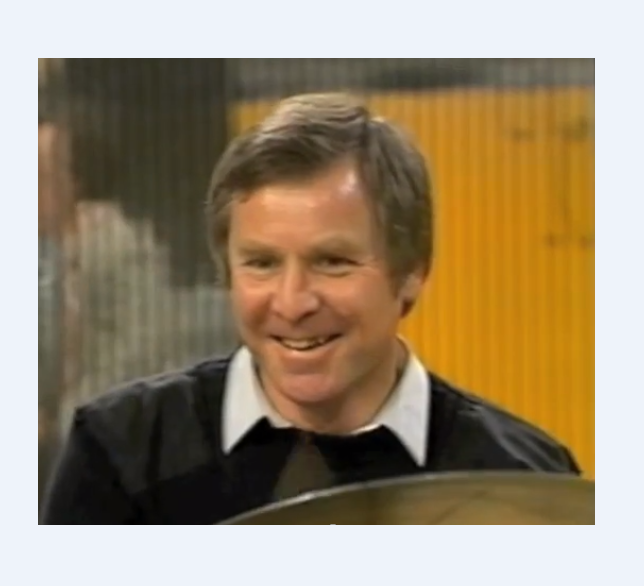
Peter Ypma

Peter Ypma (* 15. Juli 1942 in Indonesien; † 29. Juli 2013) war ein niederländischer Jazzschlagzeuger.

## Leben und Wirken
Ypma war nach seiner Schulzeit auf dem Thorbecke-Lyceum in Den Haag Mitglied der Gruppen von Pim Jacobs, Herman Schoonderwalt und Jan Huydts. Während eines Teils der 1960er Jahre gehörte er zur Dutch Swing College Band und ging mit ihr auf Tournee. Nach kurzer Tätigkeit für die SFB Big Band arbeitete er für das Vara Tanzorchester, das Metropole Orkest und Rogier van Otterloo.  
Weiterhin begleitete er Rita Reys sowie Greetje Kauffeld, später Soesja Citroen und Laura Fygi. Er lehrte lange Jahre Schlagzeug am Konservatorium Rotterdam, wo er zu den Gründern des Jazzstudiengangs gehörte. Hans van Oosterhout, Arnoud Gerritse, Juan van Emmerloot, Joost Kroon und Lucas van Merwijk gehören zu seinen Schülern. Daneben war er in seiner eigenen Peter Ypma Plus Eleven und vielen Combos aktiv.